# Konoe Motomichi
Konoe Motomichi (japonès: 近衛基通)  (Japó, 1160 - 8 de juliol de 1233) va ser un príncep des de finals del període Heian fins a principis del període Kamakura. Era el fill gran del regent Sekihaku i Motomi Konoe. El rang oficial és 1r rang, regent, guanpaku i ministre de l'interior. El segon cap de la família Konoe. Es coneix comunament com a Fugenji Kanpaku.

## Biografia
El 1166, quan Mototsu tenia 6 anys, el seu pare, Motomi, va morir de malaltia als 24 anys. L'any següent, quan la seva madrastra d'11 anys, Moriko, va rebre el títol d'emperadriu Junzo i es va convertir en la mare associada de l'emperador Takakura (Shirakawa-dono), Moriko va adoptar Mototsu com el seu propi fill adoptiu.
Originalment, Fujiwara Tadamichi-Motomi-Mototsu i la línia il·legítima de la família Setseki haurien d'haver estat heretats. No obstant això, Mototsu, que tenia 7 anys quan el seu pare va morir, no tenia el càrrec oficial en si mateix abans de convertir-se en regent, de manera que l'estatus de la regència era el del mig germà de Motomi Matsuden Motobo el va succeir com a intermediari. A més, el seu oncle matern, Fujiwara no Shin, havia estat decapitat com a líder de la rebel·lió Heiji, i estava perseguit per l'ombra d'un "nebot rebel".
Mototsu va ser capaç de mantenir la posició d'hereu de la família Setseki fent del clan Heike un parent estranger de facto. Es creu que la decisió de Go-Shirakawa de fer que Moriko heretés el territori de la família Setsuguan es basava en la premissa que succeiria a Mototsu en el futur. A més, en aquell moment, el germà petit de Motomi, Kujo Kanemi, també considerava Mototsu com l'hereu de la família Setseki, anomenant Moriko "una persona de transmissió provisional" i Mototsu com "un document de la secta, Shoen, una persona que hauria de ser transmesa" (Tamaha, 18 de juny, 3r any del regnat).
A l'abril del 2n any de Kao (1170), va ser ordenat al rang de Camarlenc i Major General de la Guàrdia Dreta. Es creu que als 11 anys, va fer de la sisena filla de Taira Kiyomori, Kanko, la seva principal concubina. A l'agost del 4t any de Cheng'an (1174), va ser ordenat al tercer rang. No obstant això, quan Matsuden Motobo va començar a establir la seva pròpia posició ocupant el càrrec de regent durant més de 10 anys, el papa va començar a considerar la successió de la família de regència a Kibo, i es va oposar a Kiyomori, que era el guardià de Kitsu.
Al novembre del tercer any del seu regnat (1179), quan l'administració de Go-Shirakawa va ser suspesa i els senyors anti-Heike van ser purgats (agitació política en el tercer any del regnat), Mototsu va ser nomenat des de la posició de tinent general a ministre de l'interior, visió interior i sekihaku. El febrer de l'any següent, es va convertir en regent de l'emperador Antoku i va ser ordenat al rang de subordinat. No obstant això, tot i que s'havia convertit en un senyor de rang, no va poder ocupar el càrrec de conseller, Cunagon i Dainagon, i a més, a causa de la mort prematura del seu pare, no va poder aprendre els fruits de la seva feina, i era immadur en els assumptes polítics. Com a resultat, sovint cometia errors en les cerimònies i la seva autoritat com a sekihaku era baixa.
Quan els monjos de Kofukuji intenten revoltar-se contra la família Heike, estan fent tot el possible per aturar-ho.
En el cinquè any del seu regnat (1181), Kiyomori va morir en el salt 2, i la família Heike va declinar ràpidament. Quan es va veure obligat a caure a la capital abans de l'ofensiva de Minamoto Yoshinaka el juliol del segon any de Juei (1183), va ser pressionat per Taira Nobuki per unir-se als Heike a causa de la profunditat de la seva relació anterior, però finalment si va negar i va fugir a Go-Shirakawa. Després d'això, va servir com a ajudant del pare i va contribuir a la defensa de l'emperador Go-Toba.
Quan la relació entre Yoshinaka i el pare es va fer difícil i es va lliurar la batalla de Hojuji, Yoshinaka el va rellevar de tots els deures, però quan Yoshinaka va ser derrotat en el 3r any de Juei (1184), va ser restaurat com a regent. Després d'això, se li va confiar com el millor ajudant del pare Go-Shirakawa, però a causa de la seva antiga estreta relació amb la família Heike, el seu oncle Kujo Kanemi i altres senyors van criticar Mototsu un darrere l'altre, i al març del 2n any de Bunji (1186), Minamoto Yoshitsune va ser declarat per perseguir el seu germà, Yoritomo. Es va considerar que havia mediat perquè el Pare comparegués, i va ser rellevat de tots els deures i empresonat. Posteriorment, Kujo Kanemi va reemplaçar Mototsu com a regent, però es diu que el pare encara protegia Mototsu.
El novembre del 7è any de Kenkyu (1196), va ser recolzat per la facció anti-Kane de Tsuchimikado Michichika i altres, i va ser nomenat de nou a Sekihaku (agitació política en el 7è any de Kenkyu). El novè any de Kenkyu (1198), va ser nomenat regent juntament amb l'emperador Tsuchimikado. Després de la mort de Michikina, Kujo Yoshitsune va ser restablert a voluntat de l'emperador Go-Toba, per la qual cosa va dimitir com a regent el desembre del 2n any de Kennin (1202), però el seu fill il·legítim Iemi va romandre al temple tal com estava, i el 10 de març de 1206, el 3r any de Genkyu (1206), es va convertir en regent en lloc de Yoshitsune, que va morir sobtadament.
Va ser ordenat a l'octubre del segon any de Chengyuan (1208) (juliol com a teoria diferent) i va prendre el nom de Xingli. Va morir el 29 de maig de 1233. Tenia 74 anys.
La relació entre Mototsu i el seu oncle, Kanemi, no era bona, i Kanemi estava ajudant Mototsu immediatament després del seu nomenament com a Sekihaku, dient que "pensa en la profunda gratitud del difunt senyor (Motomi)", però finalment es van distanciar. En el diari de Kanemi, Tamaha, descriu la relació entre Go-Shirakawain i Mototsu com "Sa Santedat el Regent Yori Ainen" (Article 2, 2 d'agost, 2n any de Juei) i "Kimimi Combined Body no Gi, 以之可為至極歟" (Article del 18 d'agost, 2n any de Juei), i dubta de la relació entre els parents masculins i femenins, i el germà de Kanemi, Jien, considera Mototsu i el seu pare i fill com a "persones incompetents" (Folly Tube Extracts』)。

## Trajectòria
Data = Calendari lunar
- 2n any de Kao (1170)
  - 23 d'abril: Retirat i ordenat al tron. Se li permet ascendir i prohibir el color.
  - 29 d'abril: Comissionat Lord Chamberlain.
  - El 5 de desembre, va ser transferit al contraalmirall Ukonoe.
- 18 de gener de 1171: Simultàniament va servir com a Omisuke.
- 2n any de Cheng'an (1172)
  - 5 de gener: Ascendit al rang de subordinat. És el camarlenc, Omi Suke?
  - 26 d'octubre: Transferit al tinent general Ukonoe. És Omisuke Nyogen?
- 21 de novembre de 1173, en el tercer any de Cheng'an: Ascendit al rang de subordinat, tinent general de la dreta Konoe.
- 2 d'agost de 1174: Ascendit al rang de subordinat, tinent general Rugen.
- 5è any de Cheng'an (1175)
  - El 22 de gener, va ser nomenat tutor de Mimasaka.
  - El 8 de desembre, va ser ascendit al rang de tinent general Ukonoe i Mimasaka Gonmori Nyomoto.
- 17 de novembre de 1179, el tercer any del regnat: Va ascendir al segon rang i va ser promogut al rang de Sekihaku. També va exercir com a ministre de l'Interior. El tron és la seu superior del primer rang del ministre de la secta Gyozaku i Ōkō Mikado Sutra. Convertir-se en una companyia.
- 4t any de regnat (1180)
  - 21 de febrer: Va aturar Kanpaku i es va declarar regent.
  - El 21 d'abril va ser elevat al rang de regent i ministre de l'interior.
- 28 de juny de 1182: Dimiteix com a ministre de l'Interior.
- 21 de novembre de 1183: El regent i el cap del clan Fuji són suspesos.
- 22 de gener de 1184: Declarat regent, ancià del clan Fuji.
- 12 de març de 1186, el segon any de Bunji: El regent, el cap del clan Fuji, es va aturar.
- 25 de novembre de 1196, 7è any de Kenkyu: Sota la declaració de Sekihaku.
- 11 de gener de 1198: Va aturar Kanpaku i va declarar la regència.
- 25 de desembre de 1202, segon any de Kennin: Deixa de ser regent.
- 5 de juliol de 1208: Ordenat. Nom legal: "Gyori"
- Va morir el 29 de maig de 1233. 74 anys

## Genealogia
- Pare: Motomi Konoe
- Mare: filla de Tadataka Fujiwara
- Mare adoptiva: Taira Moriko - La quarta filla de Taira Kiyomori
- Sala principal: Taira Kanko - la sisena filla de Taira Kiyomori
- Esposa: Akiko Boshiro - Filla d'Akinobu Boshiro
  - Fill gran: Konoe Iemi (1179-1242)
- Esposa: Nobuko Taira - Filla de Nobunori Taira
  - Segon fill: Konoe Michitsune (1184-1238)
- Esposa: Filla del monjo - 家妻房
  - Tercer fill: Takashi Kaneki (1185-?)
  - Quart fill: Fujiwara Motonori (1196-1213)
- Fills de mare biològica desconeguda
  - Home: Enchu (1180-1234) - Ruïnes de l'11a Porta del Temple Shogoin
  - Homes: Enjo (1189-1256) - o Enjing.
  - Homes: Enki - 73è Senyor del Tron Tendai
  - Homes: Shizutada (1190-1263) - Lloc de la 12a Porta del Temple Shogoin
  - Homes: Nisumi
  - Home: Jishin - Temple Daikakuji 14th Gate Site
  - Home: Honor